# 第一轮世界一流大学和一流学科建设高校及建设学科名单
第一轮世界一流大学和一流学科建设高校及建设学科名单，列举2017—2021年第一轮建设期内，世界一流大学和一流学科建设（“双一流”）一流大学建设高校A类、B类以及“双一流”建设学科的名录。
世界一流大学和一流学科建设是中华人民共和国自2015年开始实施的高等教育政策，目标是在21世纪中叶建成高等教育强国。2017年9月21日，教育部公布了第一轮高校建設名單，共有140所高校（含3所分校）的465個一流學科入選。

## 名单

### 一流大学建设高校（42所）

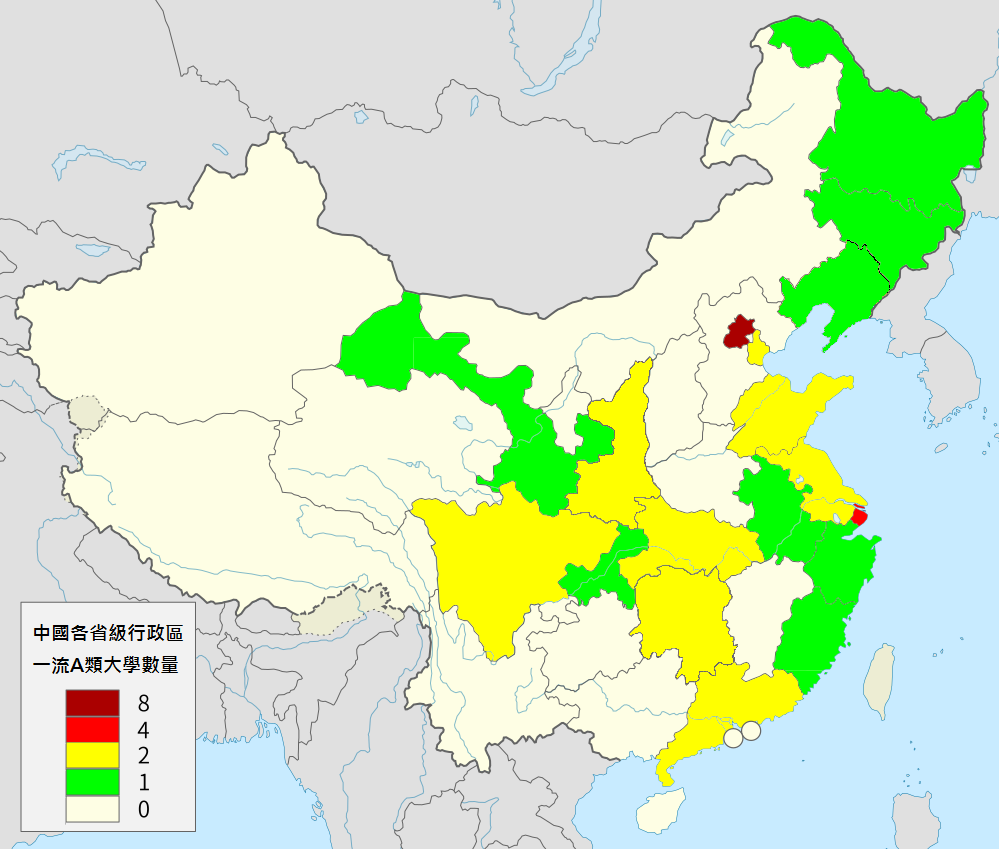
各省一流A类大学數量

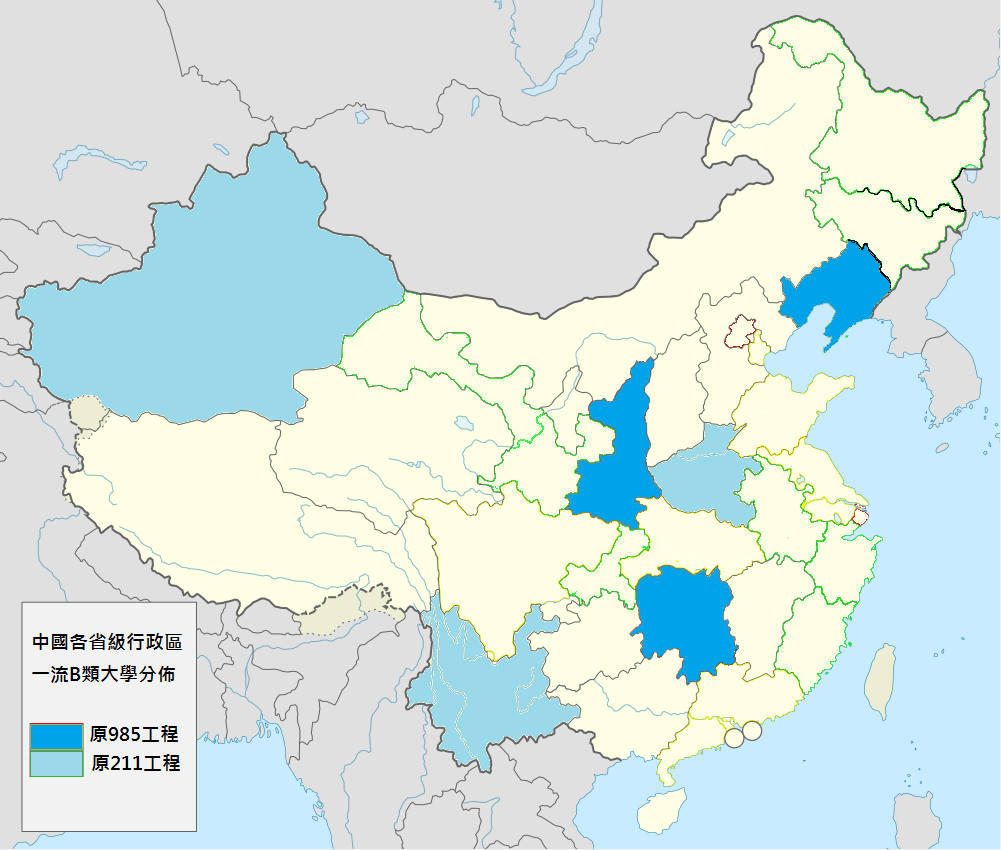
各省一流B类大学分佈

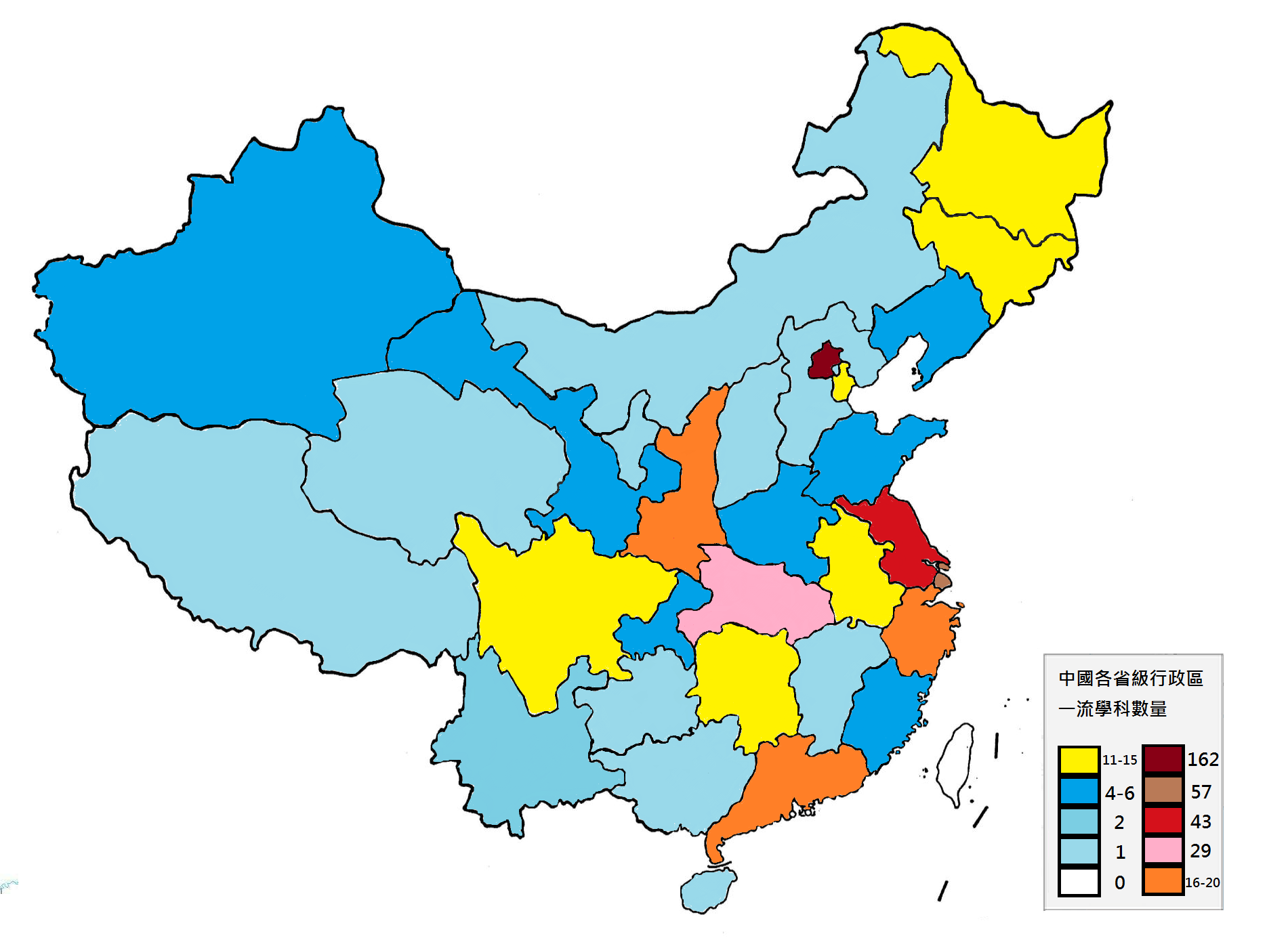
各省一流學科數量

一流大学建设高校42所，其中A类36所，B类6所。。

### “双一流”建设学科名单（140所学校、465个学科）
共有140所學校（地、矿、油两地分开）、465個學科入選，其中自定学科44个，全部学科分布在108个学科领域。
| “双一流”建设学科名单（按学校代码排序） | “双一流”建设学科名单（按学校代码排序） | “双一流”建设学科名单（按学校代码排序） |
| 學校                                   | 學科數                                 | 学科名称 |
| -------------------------------------- | -------------------------------------- | --- |
| 北京大学                               | 41                                     | 哲学、理论经济学、应用经济学、法学、政治学、社会学、马克思主义理论、心理学、中国语言文学、外国语言文学、考古学、中国史、世界史、数学、物理学、化学、地理学、地球物理学、地质学、生物学、生态学、统计学、力学、材料科学与工程、电子科学与技术、控制科学与工程、计算机科学与技术、环境科学与工程、软件工程、基础医学、临床医学、口腔医学、公共卫生与预防医学、药学、护理学、艺术学理论、现代语言学、语言学、机械及航空航天和制造工程、商业与管理、社会政策与管理 |
| 中国人民大学                           | 14                                     | 哲学、理论经济学、应用经济学、法学、政治学、社会学、马克思主义理论、新闻传播学、中国史、统计学、工商管理、农林经济管理、公共管理、图书情报与档案管理 |
| 清華大學                               | 34                                     | 法学、政治学、马克思主义理论、数学、物理学、化学、生物学、力学、机械工程、仪器科学与技术、材料科学与工程、动力工程及工程热物理、电气工程、信息与通信工程、控制科学与工程、计算机科学与技术、建筑学、土木工程、水利工程、化学工程与技术、核科学与技术、环境科学与工程、生物医学工程、城乡规划学、风景园林学、软件工程、管理科学与工程、工商管理、公共管理、设计学、会计与金融、经济学和计量经济学、统计学与运筹学、现代语言学                                   |
| 北京交通大学                           | 1                                      | 系统科学 |
| 北京工业大学                           | 1                                      | 土木工程（自定） |
| 北京航空航天大学                       | 7                                      | 力学、仪器科学与技术、材料科学与工程、控制科学与工程、计算机科学与技术、航空宇航科学与技术、软件工程 |
| 北京理工大学                           | 3                                      | 材料科学与工程、控制科学与工程、兵器科学与技术 |
| 北京科技大学                           | 4                                      | 科学技术史、材料科学与工程、冶金工程、矿业工程 |
| 北京化工大学                           | 1                                      | 化学工程与技术（自定） |
| 北京邮电大学                           | 2                                      | 信息与通信工程、计算机科学与技术 |
| 中国农业大学                           | 9                                      | 生物学、农业工程、食品科学与工程、作物学、农业资源与环境、植物保护、畜牧学、兽医学、草学 |
| 北京林业大学                           | 2                                      | 风景园林学、林学 |
| 北京协和医学院                         | 4                                      | 生物学、生物医学工程、临床医学、药学 |
| 北京中医药大学                         | 3                                      | 中医学、中西医结合、中药学 |
| 北京师范大学                           | 11                                     | 教育学、心理学、中国语言文学、中国史、数学、地理学、系统科学、生态学、环境科学与工程、戏剧与影视学、语言学 |
| 首都师范大学                           | 1                                      | 数学 |
| 北京外国语大学                         | 1                                      | 外国语言文学 |
| 中国传媒大学                           | 2                                      | 新闻传播学、戏剧与影视学 |
| 中央财经大学                           | 1                                      | 应用经济学 |
| 对外经济贸易大学                       | 1                                      | 应用经济学（自定） |
| 外交学院                               | 1                                      | 政治学（自定） |
| 中国人民公安大学                       | 1                                      | 公安学（自定） |
| 北京体育大学                           | 1                                      | 体育学 |
| 中央音乐学院                           | 1                                      | 音乐与舞蹈学 |
| 中国音乐学院                           | 1                                      | 音乐与舞蹈学（自定） |
| 中央美术学院                           | 2                                      | 美术学、设计学 |
| 中央戏剧学院                           | 1                                      | 戏剧与影视学 |
| 中央民族大学                           | 1                                      | 民族学 |
| 中国政法大学                           | 1                                      | 法学 |
| 南开大学                               | 5                                      | 世界史、数学、化学、统计学、材料科学与工程 |
| 天津大学                               | 4                                      | 化学、材料科学与工程、化学工程与技术、管理科学与工程 |
| 天津工业大学                           | 1                                      | 纺织科学与工程 |
| 天津医科大学                           | 1                                      | 临床医学（自定） |
| 天津中医药大学                         | 1                                      | 中药学 |
| 华北电力大学                           | 1                                      | 电气工程（自定） |
| 河北工业大学                           | 1                                      | 电气工程（自定） |
| 太原理工大学                           | 1                                      | 化学工程与技术（自定） |
| 内蒙古大学                             | 1                                      | 生物学（自定） |
| 辽宁大学                               | 1                                      | 应用经济学（自定） |
| 大连理工大学                           | 2                                      | 化学、工程 |
| 东北大学                               | 1                                      | 控制科学与工程 |
| 大连海事大学                           | 1                                      | 交通运输工程（自定） |
| 吉林大学                               | 5                                      | 考古学、数学、物理学、化学、材料科学与工程 |
| 延边大学                               | 1                                      | 外国语言文学（自定） |
| 东北师范大学                           | 6                                      | 马克思主义理论、世界史、数学、化学、统计学、材料科学与工程 |
| 哈尔滨工业大学                         | 7                                      | 力学、机械工程、材料科学与工程、控制科学与工程、计算机科学与技术、土木工程、环境科学与工程 |
| 哈尔滨工程大学                         | 1                                      | 船舶与海洋工程 |
| 东北农业大学                           | 1                                      | 畜牧学（自定） |
| 东北林业大学                           | 2                                      | 林业工程、林学 |
| 复旦大学                               | 17                                     | 哲学、政治学、中国语言文学、中国史、数学、物理学、化学、生物学、生态学、材料科学与工程、环境科学与工程、基础医学、临床医学、中西医结合、药学、机械及航空航天和制造工程、现代语言学 |
| 同济大学                               | 7                                      | 建筑学、土木工程、测绘科学与技术、环境科学与工程、城乡规划学、风景园林学、艺术与设计 |
| 上海交通大学                           | 17                                     | 数学、化学、生物学、机械工程、材料科学与工程、信息与通信工程、控制科学与工程、计算机科学与技术、土木工程、化学工程与技术、船舶与海洋工程、基础医学、临床医学、口腔医学、药学、电子电气工程、商业与管理 |
| 华东理工大学                           | 3                                      | 化学、材料科学与工程、化学工程与技术 |
| 东华大学                               | 1                                      | 纺织科学与工程 |
| 上海海洋大学                           | 1                                      | 水产 |
| 上海中医药大学                         | 2                                      | 中医学、中药学 |
| 华东师范大学                           | 3                                      | 教育学、生态学、统计学 |
| 上海外国语大学                         | 1                                      | 外国语言文学 |
| 上海财经大学                           | 1                                      | 统计学 |
| 上海体育学院                           | 1                                      | 体育学 |
| 上海音乐学院                           | 1                                      | 音乐与舞蹈学 |
| 上海大学                               | 1                                      | 机械工程（自定） |
| 南京大学                               | 15                                     | 哲学、中国语言文学、外国语言文学、物理学、化学、天文学、大气科学、地质学、生物学、材料科学与工程、计算机科学与技术、化学工程与技术、矿业工程、环境科学与工程、图书情报与档案管理 |
| 苏州大学                               | 1                                      | 材料科学与工程（自定） |
| 东南大学                               | 11                                     | 材料科学与工程、电子科学与技术、信息与通信工程、控制科学与工程、计算机科学与技术、建筑学、土木工程、交通运输工程、生物医学工程、风景园林学、艺术学理论 |
| 南京航空航天大学                       | 1                                      | 力学 |
| 南京理工大学                           | 1                                      | 兵器科学与技术 |
| 中国矿业大学                           | 2                                      | 安全科学与工程、矿业工程 |
| 南京邮电大学                           | 1                                      | 电子科学与技术 |
| 河海大学                               | 2                                      | 水利工程、环境科学与工程 |
| 江南大学                               | 2                                      | 轻工技术与工程、食品科学与工程 |
| 南京林业大学                           | 1                                      | 林业工程 |
| 南京信息工程大学                       | 1                                      | 大气科学 |
| 南京农业大学                           | 2                                      | 作物学、农业资源与环境 |
| 南京中医药大学                         | 1                                      | 中药学 |
| 中国药科大学                           | 1                                      | 中药学 |
| 南京师范大学                           | 1                                      | 地理学 |
| 浙江大学                               | 18                                     | 化学、生物学、生态学、机械工程、光学工程、材料科学与工程、电气工程、控制科学与工程、计算机科学与技术、农业工程、环境科学与工程、软件工程、园艺学、植物保护、基础医学、药学、管理科学与工程、农林经济管理 |
| 中国美术学院                           | 1                                      | 美术学 |
| 安徽大学                               | 1                                      | 材料科学与工程（自定） |
| 中国科学技术大学                       | 11                                     | 数学、物理学、化学、天文学、地球物理学、生物学、科学技术史、材料科学与工程、计算机科学与技术、核科学与技术、安全科学与工程 |
| 合肥工业大学                           | 1                                      | 管理科学与工程（自定） |
| 厦门大学                               | 5                                      | 化学、海洋科学、生物学、生态学、统计学 |
| 福州大学                               | 1                                      | 化学（自定） |
| 南昌大学                               | 1                                      | 材料科学与工程 |
| 山东大学                               | 2                                      | 数学、化学 |
| 中国海洋大学                           | 2                                      | 海洋科学、水产 |
| 中国石油大学（华东）                   | 2                                      | 石油与天然气工程、地质资源与地质工程 |
| 郑州大学                               | 3                                      | 临床医学（自定）、材料科学与工程（自定）、化学（自定） |
| 河南大学                               | 1                                      | 生物学 |
| 武汉大学                               | 10                                     | 理论经济学、法学、马克思主义理论、化学、地球物理学、生物学、测绘科学与技术、矿业工程、口腔医学、图书情报与档案管理 |
| 华中科技大学                           | 8                                      | 机械工程、光学工程、材料科学与工程、动力工程及工程热物理、电气工程、计算机科学与技术、基础医学、公共卫生与预防医学 |
| 中国地质大学（武汉）                   | 2                                      | 地质学、地质资源与地质工程 |
| 武汉理工大学                           | 1                                      | 材料科学与工程 |
| 华中农业大学                           | 5                                      | 生物学、园艺学、畜牧学、兽医学、农林经济管理 |
| 华中师范大学                           | 2                                      | 政治学、中国语言文学 |
| 中南财经政法大学                       | 1                                      | 法学（自定） |
| 湖南大学                               | 2                                      | 化学、机械工程 |
| 中南大学                               | 4                                      | 数学、材料科学与工程、冶金工程、矿业工程 |
| 湖南师范大学                           | 1                                      | 外国语言文学（自定） |
| 中山大学                               | 11                                     | 哲学、数学、化学、生物学、生态学、材料科学与工程、电子科学与技术、基础医学、临床医学、药学、工商管理 |
| 暨南大学                               | 1                                      | 药学（自定） |
| 华南理工大学                           | 4                                      | 化学、材料科学与工程、轻工技术与工程、农学 |
| 广州中医药大学                         | 1                                      | 中医学 |
| 华南师范大学                           | 1                                      | 物理学 |
| 海南大学                               | 1                                      | 作物学（自定） |
| 广西大学                               | 1                                      | 土木工程（自定） |
| 四川大学                               | 6                                      | 数学、化学、材料科学与工程、基础医学、口腔医学、护理学 |
| 重庆大学                               | 3                                      | 机械工程（自定）、电气工程（自定）、土木工程（自定） |
| 西南大学                               | 1                                      | 生物学 |
| 西南交通大学                           | 1                                      | 交通运输工程 |
| 电子科技大学                           | 2                                      | 电子科学与技术、信息与通信工程 |
| 西南石油大学                           | 1                                      | 石油与天然气工程 |
| 成都理工大学                           | 1                                      | 地质学 |
| 四川农业大学                           | 1                                      | 作物学（自定） |
| 成都中医药大学                         | 1                                      | 中药学 |
| 西南财经大学                           | 1                                      | 应用经济学（自定） |
| 贵州大学                               | 1                                      | 植物保护（自定） |
| 云南大学                               | 2                                      | 民族学、生态学 |
| 西藏大学                               | 1                                      | 生态学（自定） |
| 西北大学                               | 1                                      | 地质学 |
| 西安交通大学                           | 8                                      | 力学、机械工程、材料科学与工程、动力工程及工程热物理、电气工程、信息与通信工程、管理科学与工程、工商管理 |
| 西北工业大学                           | 2                                      | 机械工程、材料科学与工程 |
| 西安电子科技大学                       | 2                                      | 信息与通信工程、计算机科学与技术 |
| 长安大学                               | 1                                      | 交通运输工程（自定） |
| 西北农林科技大学                       | 1                                      | 农学 |
| 陕西师范大学                           | 1                                      | 中国语言文学（自定） |
| 兰州大学                               | 4                                      | 化学、大气科学、生态学、草学 |
| 青海大学                               | 1                                      | 生态学（自定） |
| 宁夏大学                               | 1                                      | 化学工程与技术（自定） |
| 新疆大学                               | 3                                      | 马克思主义理论（自定）、化学（自定）、计算机科学与技术（自定） |
| 石河子大学                             | 1                                      | 化学工程与技术（自定） |
| 中国矿业大学（北京）                   | 2                                      | 安全科学与工程、矿业工程 |
| 中国石油大学（北京）                   | 2                                      | 石油与天然气工程、地质资源与地质工程 |
| 中国地质大学（北京）                   | 2                                      | 地质学、地质资源与地质工程 |
| 宁波大学                               | 1                                      | 力學 |
| 中国科学院大学                         | 2                                      | 化学、材料科学与工程 |
| 中国人民解放军国防科技大学             | 5                                      | 信息与通信工程、计算机科学与技术、航空宇航科学与技术、软件工程、管理科学与工程 |
| 中国人民解放军海军军医大学             | 1                                      | 基础医学 |
| 中国人民解放军空军军医大学             | 1                                      | 临床医学（自定） |